# Señor del Santuario de Santa Catalina

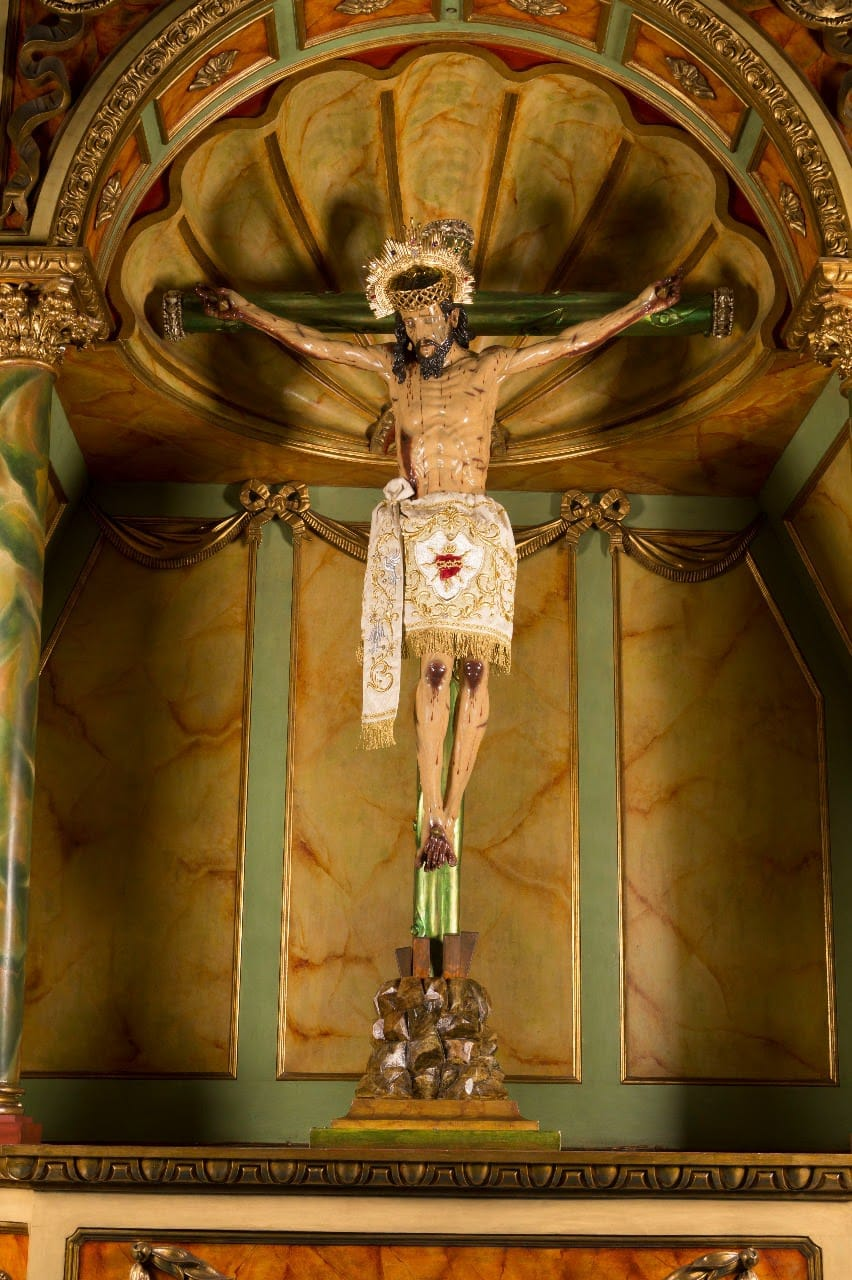
El Señor del Santuario en el interior del Monasterio de Santa Catalina

El Señor del Santuario de Santa Catalina es una escultura de Cristo en la cruz tallada en madera, que se venera en la Iglesia del Monasterio de Santa Catalina de Siena en Lima, Perú.
Está imagen sale en el mes de septiembre cada año actualmente se encuentra en el templo de la monjas de la iglesia de Santa Catalina que lo cuidan y lo mantienen donde el turismo y el público no puede entrar.

## La imagen
Es de un fino y delicado tallado en madera, en tamaño natural, con una recubierta o patina con efectos naturales de color los cuales le dan vida y movimiento a esta imagen de aproximadamente 1,70 metros de altura, de rostro exánime caído a la derecha, con los brazos extendidos y ambas piernas recogidas, retrayendo en su expresión el sufrimiento del Cristo crucificado, ataviado por un paño de pudor tallado, que muestra del dolor, plagado en su cuerpo por golpes y heridas sangrantes, con las que representa el sufrimiento de Jesús de Nazareth en la cruz.
Sin la posibilidad de señalar con certeza el autor de la obra, son sus características típicas del movimiento barroco utilizado para la imaginaria sacra de la época. Es entonces la única posibilidad de pretender dar origen a esta obra de la que tan solo se sabe que apareció en el monasterio dominico de religiosas de clausura de Santa Catalina de Lima entre los años 1620 a 1650, fecha de la fundación del mismo.

## Historia

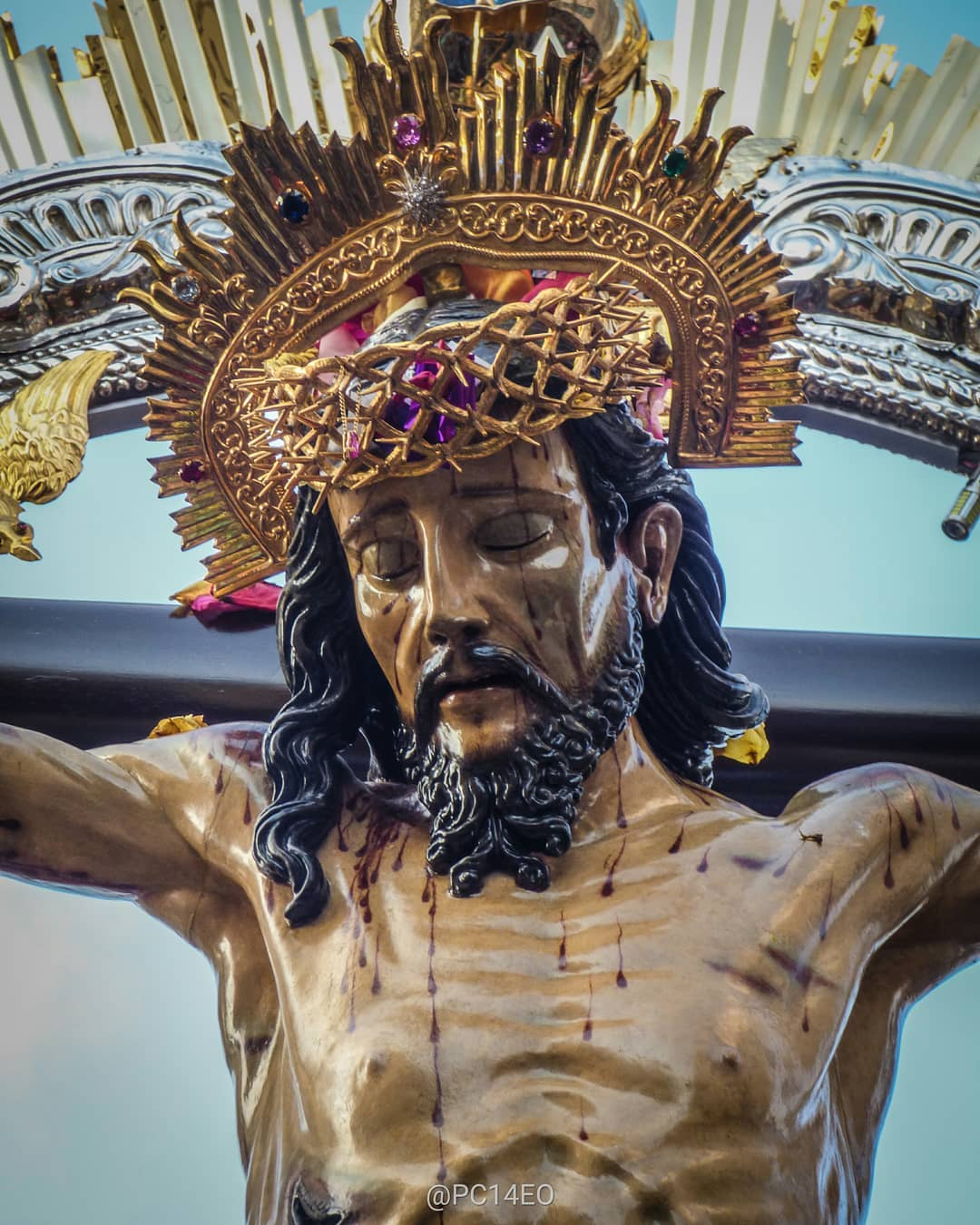
Rostro del Señor del Santuario

Existen diferentes versiones sobre el origen de este Cristo. 
La primera indica que hacia la primera mitad del siglo XVII, llegaron dos españoles hasta las puertas del Monasterio de Santa Catalina de Siena en Lima, monasterio que en esa época estaba en un lugar bastante apartado de la Plaza Mayor de Lima. Estos caballeros conducían en lomos de bestias dos bultos de regulares dimensiones y, por lo avanzado del día, dejaron encargados los mismos en la portería del monasterio. Dichos bultos permanecieron un buen tiempo sin ser reclamados. Al tener que hacer modificaciones en el monasterio, las madres optaron por abrir los bultos para ver su contenido.
Para sorpresa de las madres estos bultos contenían un Cristo tallado en madera, con los brazos en cruz de tamaño natural, con un rostro que irradiaba pena, dolor, sufrimiento, dulzura, y bondad.
El otro bulto contenía otra imagen de un Cristo igualmente tallado en madera, en posición sedente y en meditación, de tamaño mayor al natural; este último se conoce como el «Señor de la humildad y la paciencia».
Ante este hallazgo las madres trasladaron los dos Cristos a la iglesia del monasterio, preparando para el día siguiente un gran ceremonial, al que asistieron la más altas autoridades de la época, terminado el cual, el Cristo crucificado fue trasladado al santuario del monasterio, capilla de oración diaria de la Comunidad. Esta capilla denominada santuario quedaba en los linderos de lo que hoy se conoce como el Jirón Paruro - quedando conocido desde esa fecha como el Señor del Santuario de Santa Catalina.
Otra versión de la aparición del Señor del Santuario data de entre los años 1580-1620, época de santa Rosa de Lima, y señala que en terrenos Dominicos (hoy santuario y monasterio de Santa Catalina de Siena) se había erigido una capilla en la cual la santa realizaba sus oraciones. Se encontraba allí un Cristo crucificado finamente tallado en madera, del cual la santa bebió sangre de su costado, y al que rindió especial culto. En el año de 1625, en el ya fundado monasterio de Santa Catalina de Siena de Lima, doña María de Oliva, madre de santa Rosa de Lima (cofundadora de dicho monasterio) rendía especial culto al Señor del Santuario, por los favores divinos que concedía a la comunidad de religiosas de aquel entonces así como a los virreyes que gobernaban el Perú.
Según una tercera versión, las crónicas de la época indican que alrededor del año 1613, la superiora del monasterio de Catalina de Siena de Lima, encomendó unos trabajos de carpintería; para ello se presentó un anciano que infundió inmediata confianza en la comunidad de madres. Aquel personaje pidió como única condición que la puerta de la carpintería permaneciese cerrada y que por debajo de ella le pasen sus alimentos y que él devolvería los servicios por el mismo lugar. Los días pasaron y un día el anciano no devolvió los servicios; preocupadas las religiosas, optaron por abrir la puerta. No encontraron al anciano, pero sí hallaron un Cristo finamente tallado en madera.

## Cultos públicos

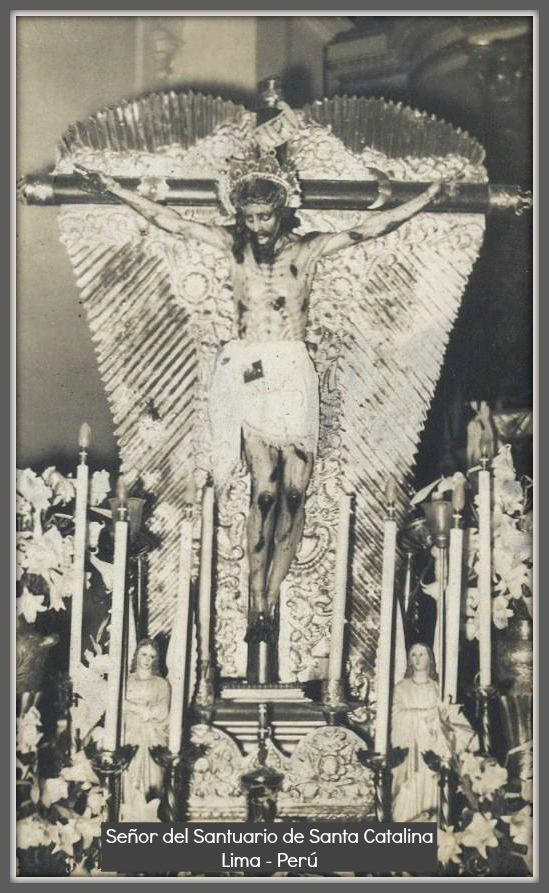
Antiguas Andas del Señor del Santuario de Santa Catalina.

Gracias a la magnífica iniciativa de la madre sor Rosa Agripina de Jesús Sacramentado, es que se inician los cultos públicos al Señor del Santuario de Santa Catalina, saliendo por primera vez de su iglesia en noviembre de 1916, apoyada por un grupo de señoras.
Inicialmente los Cultos al Señor del Santuario, se realizaban en el mes de mayo, con ocasión de celebrarse la Fiesta de la Cruz, en dichas épocas la Sagrada Efigie al no tener andas, era llevada en las manos o en los hombros de las damas vecinas del monasterio y socios de la Sociedad Mutualista del Señor del Santuario.

Luego en el año de 1922 en el mes de septiembre se funda la Hermandad, la que conjuntamente con la Comunidad de Madres del Monasterio de Santa Catalina celebran durante el mes de septiembre de todos los años, los cultos en honor al Señor del Santuario de Santa Catalina.

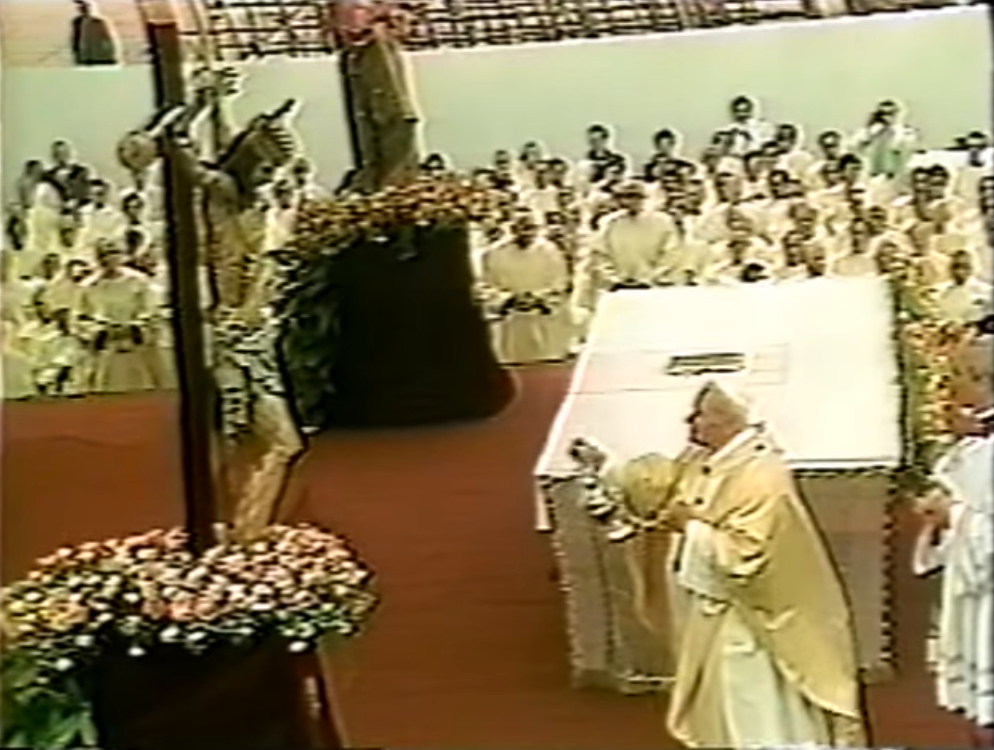
San Juan Pablo II venerando al Señor del Santuario de Santa Catalina

En 1985, para la visita de Juan Pablo II al Perú, a solicitud del Arzobispado de Lima, esta efigie del Señor, presidió la misa que oficiara el papa Juan Pablo II por la "familia peruana", el día 3 de febrero en Monterrico (Distrito de Santiago de Surco) y posteriormente el 31 de marzo de ese año sale en solemne recorrido procesional de su iglesia a la Catedral de Lima, donde fuera recibido por Alberto Brazzini Díaz Ufano, obispo auxiliar de Lima, por el presidente Fernando Belaúnde Terry y por el alcalde de Lima, Alfonso Barrantes Lingán. Desde esa fecha, preside la misa de domingo de Ramos en la basílica Catedral de Lima.
En el año 2022 la festividad en honor al Señor del Santuario fue declarada como Patrimonio Cultural de la Nación por el Ministerio de Cultura.

### Los recorridos procesionales

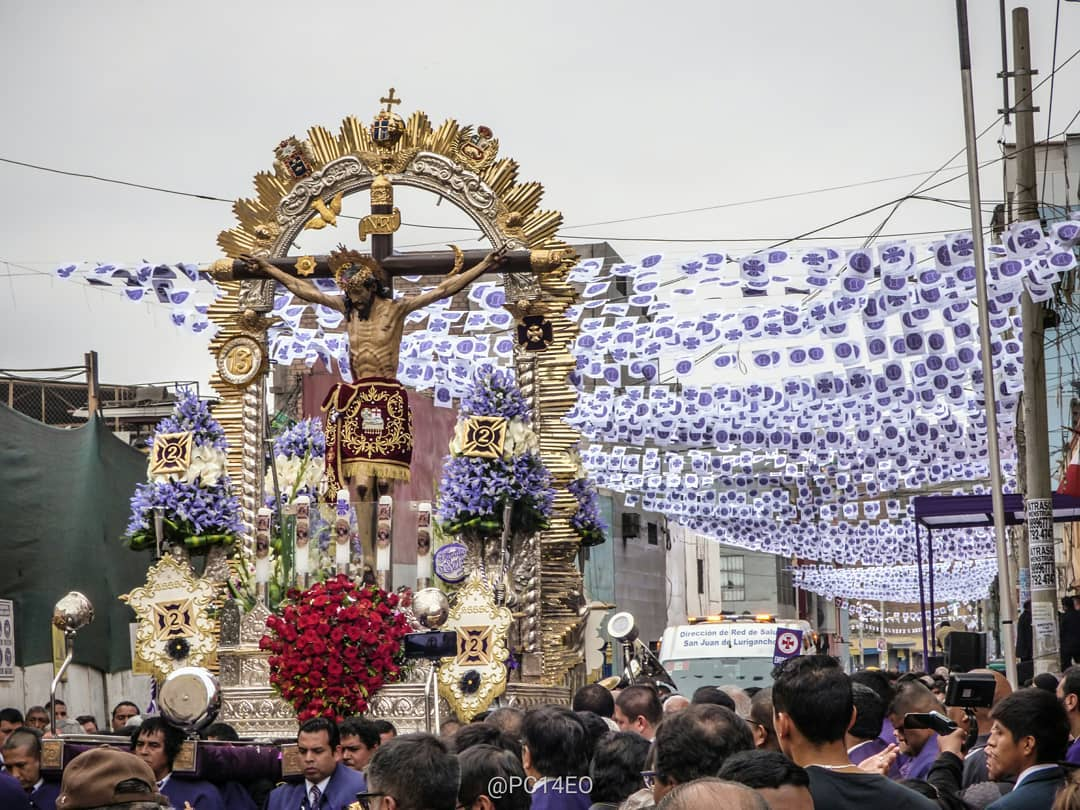
Procesión del Señor del Santuario en el mes de septiembre

La festividad central en honor al Señor del Santuario se realiza en el mes de septiembre, conocido en Lima como el «mes catalino». La procesión congrega en la actualidad a cientos de fieles , que acompañan la imagen durante todo su recorrido en Lima. Recorre las principales calles del centro histórico de Lima y los barrios altos.

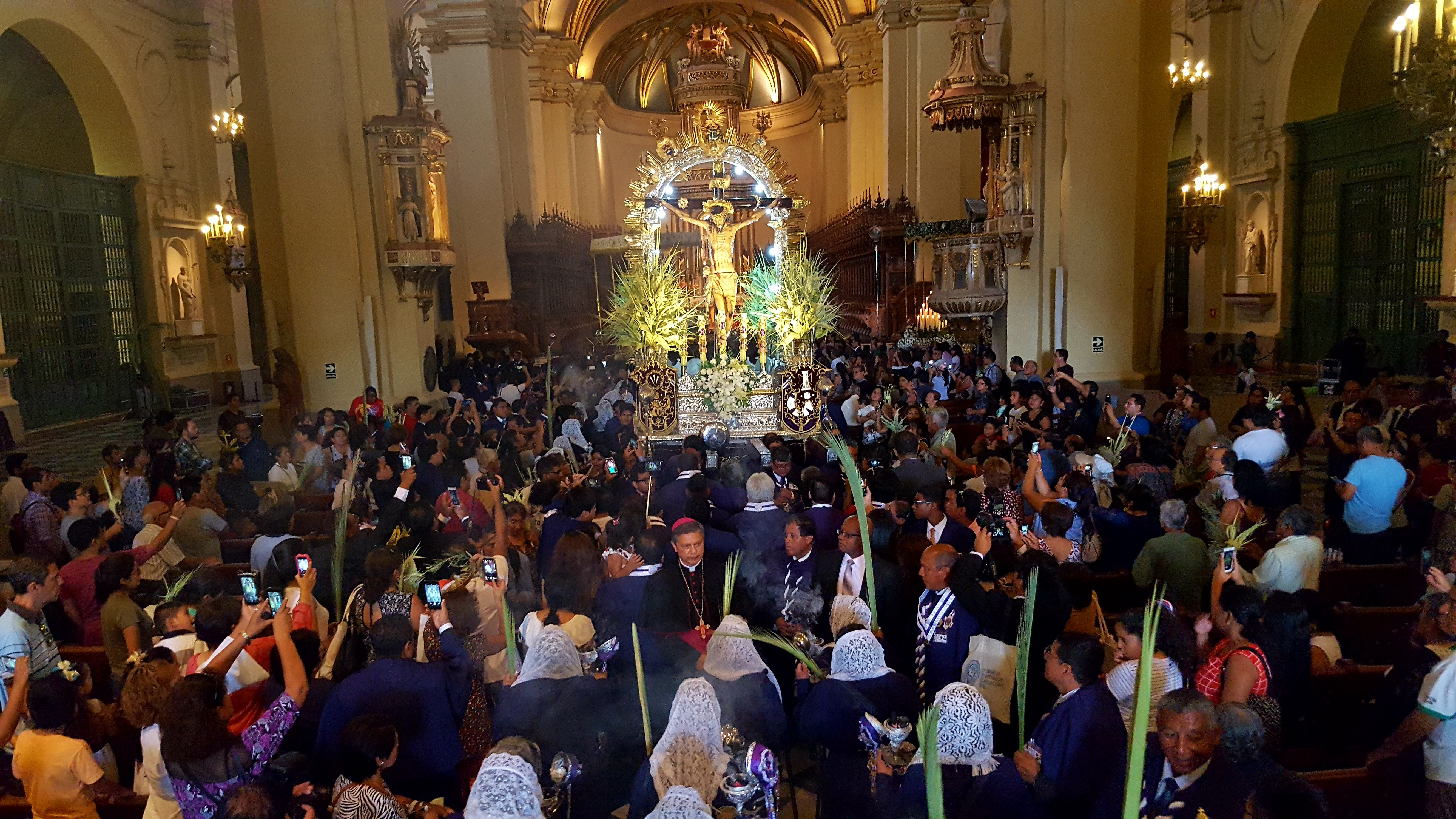
El Señor del Santuario saliendo de la Basílica Catedral de Lima en Domingo de Ramos

#### Semana Santa
Para el Domingo de Ramos de manera extraordinaria y por disposición del arzobispado de Lima el Señor del Santuario de Santa Catalina acompañado por Nuestra Señora de las Angustias es trasladado en procesión desde el Monasterio de Santa Catalina hacia la Basílica Catedral de Lima el Sábado de Pasión para presidir la Misa de Domingo de Ramos acto con el que se da inicio a la Semana Santa de Lima.

#### Tradicionales cultos
Se inicia el primer sábado de septiembre: Las Madres del Monasterio de Santa Catalina entregan al Cristo a la Hermandad luego se realiza la veneración al Cristo; para su posterior ascensión a su Santo Madero en las Sagradas Andas.
- Primer domingo, septiembre: Recorrido procesional de invitación.
- Segundo domingo, septiembre: Primer recorrido procesional.
- Tercer domingo, septiembre: Segundo recorrido procesional.
- Cuarto domingo, septiembre: Recorrido procesional de despedida.

#### Recorridos extraordinarios
- Primera visita de peregrinación pastoral: hospital Arzobispo Loayza, (septiembre de 2002).
- Segunda visita de peregrinación pastoral: Instituto Nacional de Enfermedades Neoplásicas (INEN), y Parroquia de Nuestra Señora de la Alegría de San Borja (septiembre de 2003).
- Tercera visita de peregrinación pastoral: a la Provincia Constitucional del Callao conmemorando el Octogésimo Segundo Aniversario de fundación Institucional de la Hermandad (12 de septiembre de 2004), y encuentro con las imágenes del Señor del Mar, la Santísima Virgen del Carmen de La Legua y el Señor del Consuelo.
- Cuarta visita de peregrinación pastoral: Instituto Nacional de Enfermedades Neoplásicas (INEN) y Parroquia de Nuestra Señora de la Alegría de San Borja (septiembre de 2007).
- Salida extraordinaria el día 1.º de noviembre del 2008 al coliseo Mariscal Cáceres de Chorrillos, donde el Señor del Santuario de Santa Catalina presidió la misa por las Escuelas Parroquiales de la Misión de Lima, ofrecida por el Mons. cardenal Juan Luis Cipriani..
- Por motivo del I congreso Eucarístico y Mariano de Lima, el Señor del Santuario de Santa Catalina preside el altar en el Campo de Marte con motivo de la celebración del Corpus Christi presidida por el cardenal Juan Luis Cipriani. Posteriormente realiza un recorrido procesional extraordinario a lo largo de la av. de la Peruanidad y luego sube al móvil para ser descendido en la basílica de San Pedro para su recorrido procesional extraordinario hacia su monasterio de Santa Catalina en Lima.
- Por motivo de la Beatificación de San Juan Pablo II (1 de mayo de 2011).

## Hermandad del Señor de Santuario de Santa Catalina (H. S. S. S. C.)
Fundada el 12 de septiembre de 1922, estuvo integrada por cuatro cuadrillas "Fundadoras".

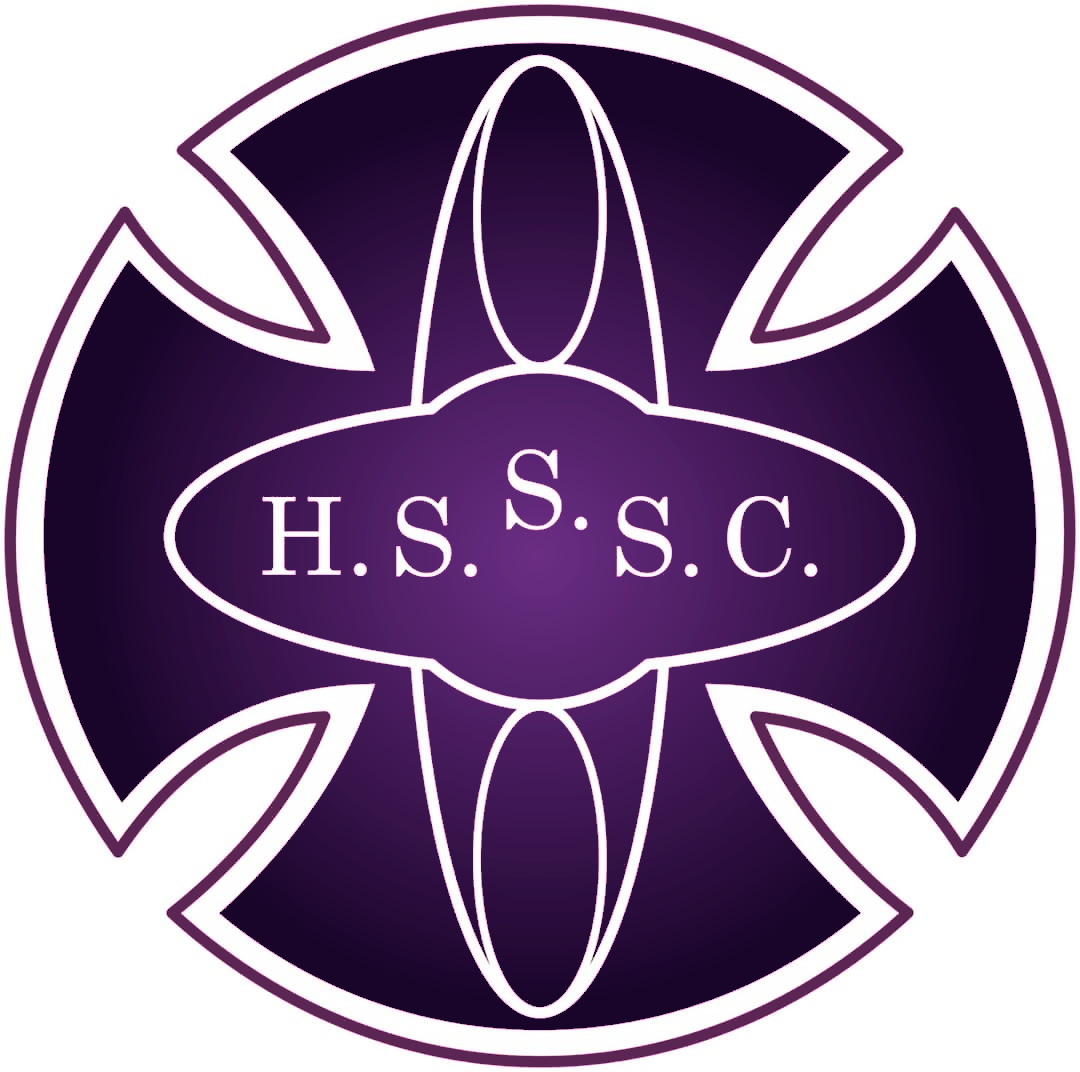
Escudo de la Hermandad del Señor del Santuario de Santa Catalina

La Hermandad es dirigida por el hermano Mayordomo , quien al igual que el director Espiritual, es nombrado por el Ordinario de Lima.
Luego de la Mayordomía ejercida por la Madre Rosa Agripina de Jesús Sacramentado, Federico Schiaffino fue nombrado como Mayordomo de la Hermandad, seguido por los hermanos Ismael Romero Romero, Alberto Villareal Delgado, Pedro León Vargas, Ismael Gálvez Barrios, Nahúm Pinto del Rosario, José Francisco Huapaya Ariste, Christian Quintana Oliva, Martín Zevallos Mere y actualmente Juan José Sedano Aparicio.

En el año 2024, Juan José Sedano Aparicio, es nombrado Mayordomo quien acompañado por su Directorio General, dirigirán y administrarán de acuerdo a lo establecido en el Capítulo VI, artículo 33.º de su Estatuto, con sus respectivas funciones y atribuciones, en un periodo de trienio. El Directorio General es responsable de la celebración de los cultos públicos en honor al Señor del Santuario de Santa Catalina, en sus fiestas ordinarias en la celebración de Semana Santa y el mes de septiembre.

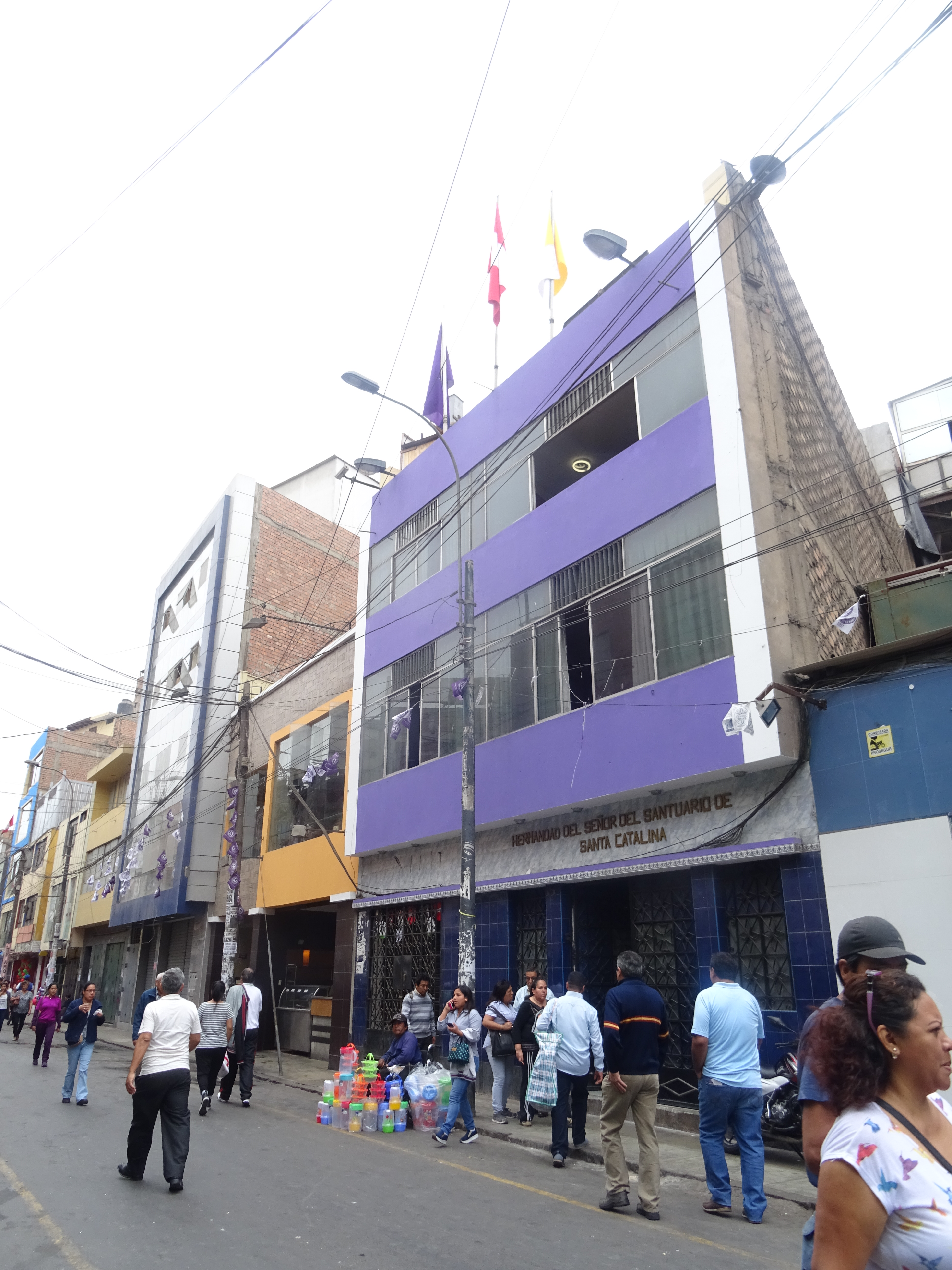
Local de la Hermandad del Señor del Santuario de Santa Catalina

La Hermandad está conformada por catorce Cuadrillas de hermanos cargadores y dos grupos las cuales son: Grupo de Hermanas Sahumadoras y el Grupo de Hermanas Cantoras. Cada cuadrilla y grupo está dirigida por sus respectivas directivas que son: en el caso de las cuadrillas: Capataz, Subcapataz, Secretario, Tesorero, Prosecretario y Protesorero; en el caso de los grupos: Jefa, Subjefa, Secretaria, Tesorera, Prosecretaria y Protesorera; quienes estarán a cargo por un periodo de trienio. También cada cuadrilla o grupo cuenta con un(a) Vocal de Culto. Desde el año 2015 se trabaja con un grupo de niños denominado "Infancia Catalina".
Cuenta con un local institucional propio de cinco pisos, ubicado en la cuadra 6 del jirón Puno (Barrios Altos) en la ciudad de Lima.

## Devoción al Señor del Santuario en Huancayo
En 2016, se fundó la Hermandad del Señor del Santuario de Santa Catalina en la ciudad de Huancayo, conformada por devotos huancaínos del Cristo Catalino; y recién en 2018 sale por primera vez en procesión la imagen del Milagrosísimo Señor del Santuario, representada en un cuadro. Partió de la Basílica Catedral de Huancayo, recorriendo parte de la Plaza de la Constitución y dando la vuelta a la manzana para ingresar nuevamente al templo.
Actualmente está previsto adquirir una talla del Cristo en bulto entero, para seguir fomentando el culto y la devoción al Santísimo Señor del Santuario en la ciudad Incontrastable.